# Ardisa
Ardisa – gmina w Hiszpanii, w prowincji Saragossa, w Aragonii, o powierzchni 27,28 km². W 2011 roku gmina liczyła 83 mieszkańców.